# Mateo Delgado Moreno
Mateo Delgado y Moreno (Oliva de la Frontera, 1754-Torre de Miguel Sesmero, 1841) fue un religioso español, obispo de Badajoz.

## Biografía
Nació en la Oliva de Jerez el 15 de febrero de 1754. Estudió en el Seminario de San Atón Filosofía y Moral y en Sevilla se graduó de doctor en Teología, siendo después profesor del mismo seminario en que había estudiado. Fue preceptor de gramática y latín de Manuel Godoy y, apenas encumbrado este político, Delgado y Moreno fue también prosperando en su carrera eclesiástica. De canónigo pasó a obispo de Badajoz y más adelante arzobispo de Sebaste, un título estrictamente honorífico, in partibus, que asignaba Roma. Ha sido considerado un defensor del absolutismo monárquico.
Tuvo relevancia en la época de Godoy, especialmente en Badajoz y, en general, Extremadura, al ser íntimo del favorito real y tener de su lado a los parientes de este. Construyó la casa llamada de Ordenandos, entre el Seminario y el hospital de San Sebastián, y en la capilla bautismal en la catedral levantó un templete de mármol en honor al príncipe de la Paz, como recuerdo de haber sido allí bautizado este. Cuando se supo de la caída de Godoy, el Cabildo ordenó que se destruyese, lo que Delgado y Moreno vio con malos ojos. Los sucesos de la guerra de la Independencia pusieron fin a las disensiones, colocándose el prelado al frente de la Junta de Defensa y contribuyendo al levantamiento del pueblo y su armamento.
Su amistad con los príncipes Borbones le hicieron vivir un tanto retirado de los asuntos públicos, mostrándose eso sí, en palabras de Nicolás Díaz y Pérez, «refractario á los hombres de 1812 y 1823». Al partir desterrado el infante don Carlos a Portugal el prelado fue a recibirlo y le acompañó a la frontera, dando muestras de simpatía. Al tomarse estos hechos como protesta a las disposiciones del gobierno, este decretó el destierro de Mateo Delgado, que pasó a residir en él largo tiempo. Murió poco después de vuelta en España, ya a una edad avanzada, el 16 de febrero de 1841, en Torre de Miguel Sesmero. Fue autor de la pastoral que dio origen al jubileo de 1833, documento que llevó el título de Instrucción pastoral del Ilmo. Sr. Arzobispo-Obispo de Badajoz comunicando á sus diócesis el jubileo publicado por Su Santidad el señor Gregorio XVI, que felizmente reina (Badajoz, 1833, 16 páginas).